# (34568) 2000 SP305
2000 SP305 (asteroide 34568) é um asteroide da cintura principal. Possui uma excentricidade de 0.11504150 e uma inclinação de 9.84067º.
Este asteroide foi descoberto no dia 30 de setembro de 2000 por LINEAR em Socorro.